# Pepsi Zero
Pepsi Zero lub Pepsi Zero Cukru (ang. Pepsi Zero Sugar) (dawniej Pepsi Max) – napój bezalkoholowy; bezcukrowa wersja Pepsi-Cola zawierająca aspartam oraz acesulfam potasowy. Produkowany przez PepsiCo. Jest dostępny w Polsce od 1994 roku.

## Historia
Pepsi Max po raz pierwszy ukazał się w Wielkiej Brytanii i we Włoszech w kwietniu 1993 roku. Później trafił na rynek
Irlandii we Wrześniu 1994 roku, a we Francji, Holandii i Australii w grudniu 1994 roku. Pepsi Max został wydany w około dwudziestu krajach. Pepsi Max została wprowadzona w USA w dniu 1 czerwca 2007 roku. W 2024 roku Pepsi Max zmieniła nazwę na Pepsi Zero Cukru w ramach globalnego procesu unifikacji nazw marek, który ma na celu wprowadzenie przejrzystości w kierowanej do konsumentów ofercie.